# El Dorado Fire (2020)
L'El Dorado Fire est un feu de forêt (Saison 2020 des incendies de forêt en Californie (en) ) qui a brûle en 2020 dans la région de Yucaipa, à l'ouest d'Oak Glen, près de la California State Route 38 dans le comté de San Bernardino, en Californie aux États-Unis. S'enflammant le samedi 5 septembre, près de la route sinueuse à deux voies Oak Glen Road, l'incendie s'était étendu le 10 octobre 2020 à une superficie de 9204 ha; ayant détruit 10 structures, dont 4 résidences, et endommagé 6 autres. L'incendie a été causé par un engin pyrotechnique lors d'une fête de la révélation et s'est propagé rapidement, causant un décès chez les pompiers.
L'année 2020 fut à cette date la pire année en matière d’incendies dans l’histoire récente de la Californie.